# Samostan Saint-Germain-des-Prés
Benediktinski samostan Saint-Germain-des-Prés (francoska izgovorjava: [sɛ̃ ʒɛʁmɛ̃ de pʁe]), tik za obrobjem zgodnjesrednjeveškega Pariza, je bil pokopališče merovinških kraljev Nevstrije. Takrat je bil levi breg Pariza nagnjen k poplavam Sene, zato ni bilo mogoče pozidati veliko zemlje, zato je samostan stal sredi travnikov ali prés v francoščini, kar so  razlagali kot privlačnost.

## Zgodovina
Samostan je v 6. stoletju ustanovil sin Klodvika I., Hildebert I. (vladal 511–558). Pod kraljevim pokroviteljstvom je samostan postal eden najbogatejših v Franciji, kar dokazuje njegov poliptih iz 9. stoletja. V 11. stoletju je imel pomemben skriptorij in je bil v francoski katoliški cerkvi središče intelektualnega življenja, dokler ga niso razpustili med francosko revolucijo. Eksplozija kalijevega nitrata v skladišču je izravnala samostan in križni hodnik, cerkvi pa je bilo prizaneseno. Kipi na portalu so bili odstranjeni in nekateri uničeni, v požaru leta 1794 pa je v ognju izginila knjižnica. Samostanska cerkev ostaja kot cerkev Saint-Germain-des-Prés, ena najstarejših cerkva v Parizu. 
Leta 542 je Hildebert med vojno v Španiji sprožil obleganje Zaragoze, ko je slišal, da so se prebivalci postavili pod zaščito mučenika sv. Vincenta. V zahvalo mu je škof v Zaragozi predstavil sveto štolo. Ko se je Hildebert vrnil v Pariz, je postavil cerkev, kjer je bila shranjena relikvija, posvečena Svetemu križu in svetemu Vincentu Zaragoškemu, na prostoru ki je bil viden čez polja od kraljeve palače na Île de la Cité.
Leta 558 je bila cerkev svetega Vincenta dokončana in 23. decembra jo je posvetil župan Germain, pariški škof, ravno na dan, ko je Hildebert umrl. Blizu cerkve je bil postavljen samostan. Njegovi opati so imeli tako duhovno kot pravno pristojnost nad predmestjem Saint-Germaina (trajalo je približno do leta 1670). Cerkev so v 9. stoletju pogosto oropali in požgali Vikingi. Obnovljen je bil leta 1014, leta 1163 pa ga je papež Aleksander III. ponovno posvetil sv. Germanu Pariškemu, kanoniziranem pariškem škofu in glavnem svetovalcu Hilderika I.. Veliki pariški zid, ki je bil pozneje zgrajen v času kralja Filipa II., ni zajel samostana in je prebivalce prepustil skrbeti zase. To je imelo tudi učinek, ko so samostanska posestva razdelili na dva dela. Pierre de Montreuil je okoli leta 1239 za samostan zgradil nov refektorij - pozneje je bil arhitekt Sainte-Chapelle.
Na zahodnem koncu cerkvenega stolpa je bil prebit portal, dokončan v 12. stoletju, ki je propadel leta 1604, leta 1606 pa ga je nadomestil sedanji klasicistični portal Marcela Le Roya.  Njegov kor s svojim apsidalnim vzhodnim koncem je zgoden primer ločnih opornikov.
Ime je dobil po četrti Saint-Germain-des-Prés, ki se je razvila okoli samostana. To območje je tudi del Latinske četrti, ker je samostan podaril nekaj svojih zemljišč vzdolž Sene - Pré aux Clercs ('polja učenjakov') za postavitev stavb za Pariško univerzo, kjer je bila latinščina lingua franca med študenti, ki so prišli iz vse Evrope in niso imeli nobenega drugega skupnega jezika.
Do poznega 17. stoletja je imel samostan v lasti večino zemlje na levem bregu zahodno od sedanjega Boulevarda Saint-Michel in je imel tudi upravno avtonomijo, najbolj očitno za del zunaj obzidja Pariza.
Tu je bil opat Louis-César de Bourbon, sin Ludvika XIV. in Madame de Montespan.
Okrožje Saint-Germain je bilo v 17. stoletju med najbolj zaželenimi na Levem bregu. Marguerite de Valois je pritisnila na opata, naj tudi njej podari zemljišče. Na njem je postavila palačo in uredila moden center, ki je trajal, dokler ga okrožje Saint-Honoré severno od Elizejskih poljan v začetku 18. stoletja ni zasenčilo. Njena palača je bila na sedanjih številkah 2-10 rue de Seine. Vrtovi posestva so se razprostirali zahodno do sedanje rue Bellechasse. 
Grob filozofa Renéja Descartesa je v eni od stranskih kapelic cerkve.

## Prejšnja sestava
Na svojem višku se je samostan razširil na območje, ki na severu meji na (sedanji) rue Jacob, na vzhodu pa rue de l'Echaudée, na jugu na južni strani Boulevard Saint-Germain in rue Gozlin, zahodno pa rue St-Benoit. 
Zgrajena je bila ženska kapela (c. 1244–7) z zastekljenimi okni, vključno s prizorom, ki prikazuje smrt sv. Germana; to je trenutno v zbirki Winchester College. 
Od leta 1275 do 1636 je bil steber samostana na sedanjem Place d'Acadie, bolj znanem Parižanom kot Mabillon zaradi istoimenske postaje Métroja, ki je tam. Ta trg se je zato imenoval Place du Pilori, sedanja rue de Buci, ki vodi do njega, pa se je imenovala rue du Pilori. 
Steber je bil odstranjen ob obnovi samostanskega zapora leta 1635 (zapor je tam stal že od srednjega veka). Bil je v sedanjem Boulevard Saint-Germain, le zahodno od sedanje Passage de la Petite Boucherie. Leta 1675 so ga spremenili v vojaški zapor. Zapor je bil znan po izjemno slabem stanju, na primer leta 1836 je Benjamin Appert zapisal:
Celice so gnusne in tako vlažne, da morajo vojaki, zaprti tam, pogosto zaradi manjših kaznivih dejanj, pozneje iti v bolnišnico Val-de-Grâce, da bi si opomogli od zapora.
Zapor je bil kraj enega septembrskih pokolov iz leta 1792 in je bil sčasoma uničen, da bi se uredil Boulevard Saint-Germain. 

## Nagrobniki
| - Hildebert I. - Hilperik I. - Klotar II. - Bertrude - Hilperik II. - Hilderik II. - Bilichild - German Pariški - Fredegunda (grobnica je zdaj v baziliki Saint Denis). | - Ivan II. Poljski (samo srce, telo je v Wawelski stolnici) - Guillaume-Egon de Fürstenberg - George Douglas, 1. Earl Dumbartonski - Lord James Douglas - William Douglas, 10. Earl Anguški - Jacques Barbeu-Dubourg - René Descartes - Nicolas Boileau-Despréaux |